# Laxe
Laxe település Spanyolországban, A Coruña tartományban. Laxe Vimianzo, Zas és Cabana de Bergantiños községekkel határos. Lakosainak száma 2919 fő (2024).

## Népesség
A település népessége az utóbbi években az alábbiak szerint változott:
| Lakosok száma | 3575 | 3558 | 3489 | 3413 | 3366 | 3207 | 3148 | 3016 | 3004 | 2919 |
|               | 2001 | 2004 | 2006 | 2009 | 2011 | 2014 | 2016 | 2019 | 2021 | 2024 |